# Négy évszak (folyóirat)
Négy évszak címmel Abody Béla adott ki egy folyóiratot, amely minden hónap második hetében jelent meg 1978 és 1985 között. A Lapkiadó Vállalat adta ki. A szerkesztőség címe: 1056 Budapest Belgrád rakpart 13- 15.  ISSN-száma HU ISSN 0133-9656 volt. A Szikra Lapnyomdában készült, rotációs magasnyomással.
Irodalmi folyóirat volt, amely Nyugdíjas melléklettel jelent meg. Társkereső rovatában apróhirdetéseket közölt.